# Julius Springer der Jüngere
Julius Springer (* 29. April 1880 in Berlin; † 20. November 1968 ebenda) war ein deutscher Verleger.

## Leben
Julius Springer war der älteste Sohn von Fritz Springer und seiner Frau Emma, Tochter des Berliner Verlegers Wilhelm Hertz. Nach dem Abitur am Joachimsthalschen Gymnasium Berlin ging Springer für sechs Monate nach England. Seine Buchhandlungsausbildung ab 1. Oktober 1898 in Bonn, Stuttgart und Straßburg unterbrach er, um seinen Militärdienst in Freiburg/Breisgau abzuleisten. Danach volontierte er in der Piererschen Hofbuchdruckerei, in der schon sein Vater Drucktechnik und Buchherstellung kennengelernt hatte.
1904 trat er gemeinsam mit seinem Cousin Ferdinand Springer junior in den von ihrem Großvater Julius Springer gegründeten und von ihren Vätern zu erster Blüte geführten „Verlag von Julius Springer“ (heute Springer Science+Business Media) ein. Springer übernahm von seinem Vater unter anderem den Bereich Technik, den damals bedeutendsten Verlagszweig. Nach dem Tod seines Onkels Ferdinand Springer senior 1906, zog sich auch sein Vater aus dem Tagesgeschäft zurück und überließ den beiden Jüngeren das Feld. Eine der ersten Anstrengungen galt der Planung eines neuen Verlagsgebäudes, das 1911 bezogen wurde (Linkstr. 23/24). Noch vor dem Kriegseinsatz 1914 konnte Julius Springer die erste Ausgabe des bis heute erfolgreichsten Springer-Buches Dubbel Taschenbuch für den Maschinenbau herausbringen, von dem in immer neuen Bearbeitungen und Erweiterungen inzwischen weit über eine Million Exemplare in fast allen Weltsprachen verbreitet wurde.

### Verlagsentwicklung 1914 bis 1933
Beide Verleger wurden 1914 zum Wehrdienst eingezogen. Während ihrer Abwesenheit übernahm noch einmal Fritz Springer die Verlagsleitung. Julius Springer diente als Offizier volle vier Jahre und wurde mit dem Eisernen Kreuz ausgezeichnet. Nach Überwindung der schwierigen Zeit mit Krieg, Nachkriegswirren und Inflation konnten Ferdinand und Julius Springer – als dritte Generation – den Verlag zur eigentlichen Bedeutung als Wissenschaftsverlag führen. 1924 wurde der Springer-Verlag Wien gegründet. Weitere Verlage und Buchhandlungen konnten erworben, neue Zeitschriften gegründet und namhafte Wissenschaftler als Autoren gewonnen werden.
Das Technik-Programm des Verlages spiegelte die ingenieurwissenschaftliche Entwicklung auf fast allen Gebieten. Schriften für Werkstattstechnik, Schiffsbautechnik und Bauingenieurwesen – um nur einige zu nennen – hatten ihren festen Platz. Aber auch auf neue Entwicklungen, wie dem aufkommenden Rundfunk mit seiner Technik, reagierte man schnell. Die Wertschätzung Julius Springers und seiner Verdienste um die Förderung der Ingenieurwissenschaft kam 1923 durch die Verleihung der Ehrendoktorwürde der Technischen Hochschule Stuttgart zum Ausdruck.

### Verlagsentwicklung 1933 bis 1945
Im Dritten Reich war der Springer-Verlag wegen des jüdischen Ursprungs der Familie gefährdet. Nach den Rassegesetzen verächtlich gemacht und verfolgt wurden auch jüdische Autoren, deren Namen für bedeutende Titel des Buch- und Zeitschriftenprogramms standen. Die Diskriminierungen führten zum Exodus zahlreicher Wissenschaftler aus Deutschland und zur Einschränkung der Verlagsproduktion. Folge dieser Entwicklung war die Verarmung in Forschung und Lehre, aber auch der Rückgang des Deutschen als Wissenschaftssprache, worauf sich der Verlag nach dem Krieg durch verstärkte Hinwendung zum Englischen einstellte.
Julius Springer wurde 1935 aus dem Verlag gedrängt und kurze Zeit im KZ Oranienburg interniert. 1942 verlor auch sein Cousin Ferdinand seine Rechte am Verlag. Die „Arisierung“ erfolgte unter Tönjes Lange, dem langjährigen Leiter der verlagseigenen Hirschwaldschen Buchhandlung. Er war der Springer-Familie jedoch ein loyaler Partner, genau wie sein Bruder Otto Lange im Springer-Verlag Wien, so dass nach dem Krieg die beiden Verleger ihre Arbeit wieder aufnehmen konnten. Tönjes Lange blieb zeit seines Lebens Teilhaber und die Buchhandlung erhielt den Namen Lange & Springer. Eine schmerzliche Spätfolge dieser Zeit der Entrechtung und des Krieges war für die Verlegerfamilien die gestörte Nachfolge.

### Wiederaufbau
Während Julius Springer den Neuanfang im Westteil Berlins wagte, baute sein Cousin Ferdinand den zweiten Verlagssitz in Heidelberg auf. Das 1911 errichtete Berliner Verlagsgebäude in der Linkstraße lag im Ostteil der Stadt und war zerstört. Ein vorläufiges Domizil fand man 1948 am Reichpietschufer 20. Springer konnte 1958 den Umzug zum Heidelberger Platz 3 durchführen, wo der Verlag bis heute seinen Hauptsitz hat. Die gemeinsamen Anstrengungen der beiden Vettern führten den Verlag wieder zu der Geltung, die er vor 1933 hatte. Einen großen Anteil an der Entwicklung zum weltweit operierenden Wissenschaftsverlag hatte der seit 1949 im Verlag tätige Heinz Götze, seit 1957 Teilhaber und designierter Nachfolger von Ferdinand Springer. Julius Springer schied ohne Nachfolger 1962 aus dem Verlag aus. 1966 ernannte ihn der Verein Deutscher Ingenieure, dem er bereits als Mitglied angehörte, zu seinem Ehrenmitglied.

## Familie
Julius Springer hatte mit seiner Frau Else, geb. Haver, sechs Kinder. Ältester Sohn war Bernhard Springer (1907–1970), der 1937 in die USA emigrierte und in New York einen eigenen Verlag gründete (Springer Publishing Company). Der zweitälteste Sohn war der Berliner Galerist Rudolf Springer (1909–2009), der im Krieg an der Westfront (Frankreich) diente. Der jüngste Sohn Robert (* 1912) fand 1943 den Tod bei Stalingrad. Springers Vater Fritz Springer wählte vor der drohenden Deportation den Freitod (Stolperstein: Straße zum Löwen 12). Springers Onkel, der Rechtsanwalt und langjährige juristische Berater des Verlages, Staatsfinanzrat in der Reichsschuldenverwaltung, Ernst Springer, starb im Ghetto Theresienstadt (Stolperstein: Boothstr. 33).

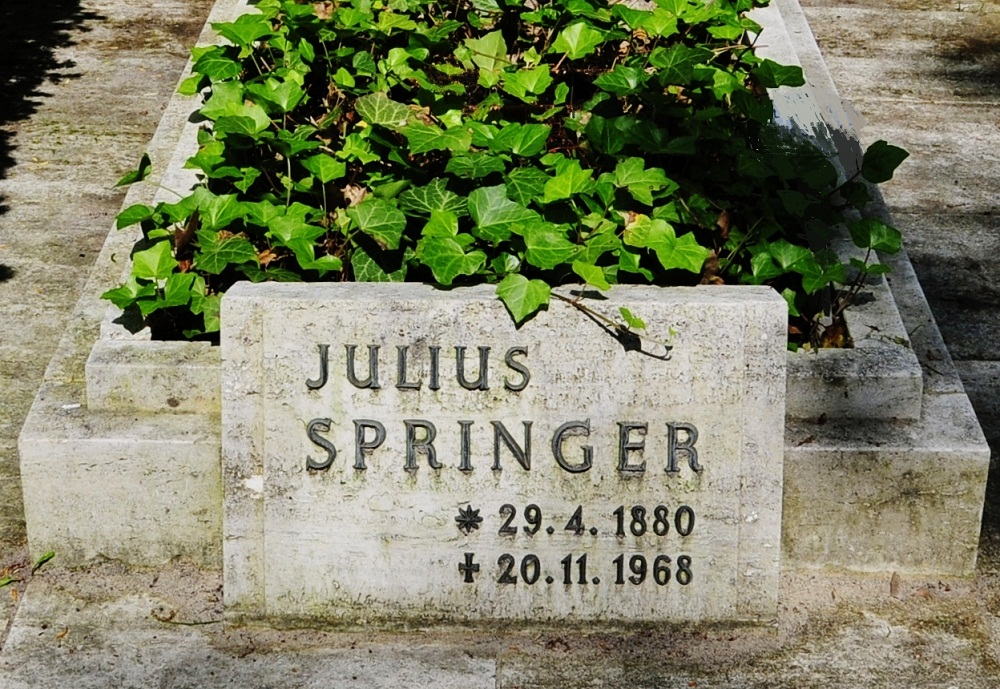
Grab Julius Springers

Julius Springer starb 1968. Seine letzte Ruhe fand er auf dem Friedhof Zehlendorf Onkel-Tom-Straße. (Seitentrakt 52)

## Ehrungen
- Eisernes Kreuz
- Promotion zum Dr. Ing. e. h. TH Stuttgart 1923
- Ehrensenator der Technischen Hochschule Dresden, 1928